# نشان ملی تانزانیا

## سبک‌ها و معنا
نشان تانزانیا شامل یک سپر جنگجو است که در قسمت بالایی قسمتی طلایی و زیر آن پرچم تانزانیا قرار دارد.
بخش طلایی نشان‌دهنده مواد معدنی در جمهوری متحده است. قسمت قرمز زیر پرچم نماد خاک حاصلخیز غنی آفریقا است. و نوارهای مواج نشان‌دهنده خشکی، دریا، دریاچه‌ها و خطوط ساحلی جمهوری متحد است.
در قسمت طلایی پرچم، مشعلی فروزان به معنای آزادی (اوهورو)، روشنگری و دانش ظاهر می‌شود. نیزه‌ای که به معنای دفاع از آزادی است و تبر و بیل صلیب ابزاری است که مردم تانزانیا برای توسعه کشور از آنها استفاده می‌کنند.
سپر بر روی نماد کوه کلیمانجارو قرار دارد. عاج فیل توسط یک زن و مرد حمایت می‌شود که بوته میخک در پای مرد و بوته پنبه ای در پای زن (که سرش با روسری طلایی پوشانده شده است) نشان‌دهنده همکاری است.
شعار جمهوری متحد زیر – Uhuru na Umoja – به زبان سواحلی نوشته شده است و به معنای «آزادی و وحدت» است.

## نشان‌های مربوطه

نشان سلطان‌نشین زنگبار
نشان شرکت آلمان شرقی آفریقا
نشان پیشنهادی آفریقای خاوری آلمان
نشان قلمرو اعتماد بریتانیا در تانگانیکا
تانگانیکا (۱۹۶۱–۱۹۶۴)